# Nova (Ohio)

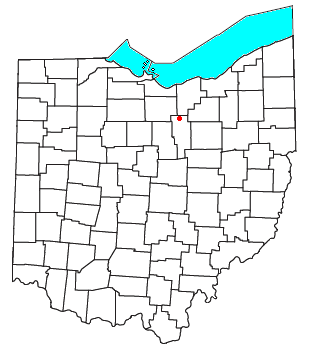
Lage von Nova

Nova ist ein gemeindefreies Gebiet im Zentrum des Troy Townships im Ashland County, Ohio, Vereinigte Staaten. Obgleich es gemeindefrei ist, hat es eine Post mit der Postleitzahl 44859.
Nova liegt am Schnittpunkt von U.S. Route 224 mit Ohio State Route 511 und besitzt eine Haltestelle der ehemaligen Baltimore and Ohio Railroad (B&O).

## Wirtschaft
Das Gebiet ist bekannt durch die Herstellung von Graphitelektroden der Firma Graphit Sales, die vorwiegend bei Lichtbogenöfen zur Stahlerzeugung eingesetzt werden. Die Fabrik nutzt ein 50.000 Quadratmeter großes Gelände in der Nähe der Nova Lakes und profitiert vom Bahnanschluss sowie der Nähe zur U.S. Route 224.